# 新界區專線小巴61S線
新界通宵專線小巴路線61S，由富裕運輸營辦，來往禾輋邨及旺角站，為禾輋邨、瀝源邨、沙角邨及乙明邨的居民提供往返旺角的通宵服務，並於02:30前開出之班次沙田端延長至駿景園，以方便深夜晚歸的火炭一帶居民。

## 歷史
- 1983年6月25日：新界區專線小巴61M線增設往來九龍塘站和和輋的深宵班次。[1][2]
- 1984年5月28日：深宵班次延至旺角站。
- 1997年：61M線通宵服務獲獨立編號為「61S」。
- 2003年：原有營辦商立航有限公司服務紀錄欠佳，運輸署撤銷其客運營業證[3]，並於8月1日將此路線、60K（包括輔助路線60P、60R）、61M和62K重新招標[4][5]；最終富裕運輸擊敗冠榮車行在內的5間公司，於11月5日接辦此組路線。
- 2017年12月29日：每晚23:00-02:30之班次試行延長至駿景園，往旺角方向不經禾輋邨，相關班次全程車資調高至$16.4，為期半年。[6]

## 服務時間及班次
| 由沙田開出 | 由沙田開出  | 由沙田開出   |
| 起點站     | 服務時間    | 班次（分鐘） |
| 每日       | 每日        | 每日         |
| ---------- | ----------- | ------------ |
| 駿景園     | 23:00-02:30 | 5-8          |
| 禾輋邨     | 02:30-06:00 | 15           |

| 由旺角站開出 | 由旺角站開出 | 由旺角站開出 |
| 服務時間     | 班次（分鐘） | 終點站       |
| 每日         | 每日         | 每日         |
| ------------ | ------------ | ------------ |
| 23:00-02:30  | 5-8          | 駿景園       |
| 02:30-06:00  | 15           | 禾輋邨       |

## 收費
- 全程收費：$16.4
  - 旺角站往返禾輋：$13.4
  - 新田圍邨往返禾輋／駿景園：$6.4
  - 過獅子山隧道後往旺角站：$6.4

| - 此路線大小同價。 - 65歲或以上長者使用長者或個人八達通（包括「樂悠咭」），合資格殘疾人士使用「殘疾人士身份」個人八達通，以及60至64歲香港居民使用「樂悠咭」繳付車資，均可享有每程劃一$2.0的政府長者及合資格殘疾人士公共交通票價優惠計劃。 - 乘客可以現金或八達通卡於上車時付款，不設找贖。 - 乘客如欲以八達通卡繳付分段收費（包括往返駿景園時段由旺角前往禾輋邨的乘客），請通知車長調校收費器顯示金額，然後才拍卡付款。 |